# Eishockey-Bundesliga 1962/63
Die Saison 1962/63 war die fünfte Spielzeit der Bundesliga, der höchsten deutschen Eishockeyliga. Deutscher Meister wurde der EV Füssen, der damit seine zehnte Meisterschaft gewinnen konnte. Vorjahressieger EC Bad Tölz, der in der Vorrunde lange Zeit auf dem ersten Platz gelegen hatte, beendete die Saison nach nur einem Sieg in den letzten sechs Spielen auf dem zweiten Rang. In der Relegation kam es zur Neuauflage des Vorjahresduells zwischen dem TuS Eintracht Dortmund und dem EV Landshut. In diesem Jahr setzten sich die Niederbayern durch und stiegen damit erstmals in die Bundesliga auf. Für Dortmund bedeutete dies nach drei Jahren den Abstieg aus der höchsten deutschen Spielklasse.

## Voraussetzungen

### Teilnehmer
- EC Bad Tölz (Titelverteidiger)
- TuS Eintracht Dortmund
- EV Füssen
- ESV Kaufbeuren
- Krefelder EV
- Preussen Krefeld
- Mannheimer ERC
- SC Riessersee

### Modus
Wie im Vorjahr bestritten die acht teilnehmenden Mannschaften zunächst eine Einfachrunde, nach der sich die besten vier Vereine für die Meisterrunde qualifizierten. Dort wurde schließlich unter Mitnahme der Vorrundenpunkte in einer erneuten Einfachrunde der Deutsche Meister ermittelt. Die übrigen vier Mannschaften bestritten, ebenfalls unter der Mitnahme der Vorrundenpunkte, eine Abstiegsrunde. Der Letztplatzierte der Abstiegsrunde musste in einem Relegationsspiel gegen den Meister der Oberliga um seinen Platz in der Bundesliga spielen.

## Vorrunde
|    |                        | Sp | S  | U | N  | Tore    | Punkte |
| -- | ---------------------- | -- | -- | - | -- | ------- | ------ |
| 1. | EC Bad Tölz            | 14 | 12 | 2 | 0  | 123:026 | 26:02  |
| 2. | EV Füssen              | 14 | 10 | 3 | 10 | 071:307 | 23:05  |
| 3. | Mannheimer ERC         | 14 | 07 | 1 | 06 | 054:054 | 15:13  |
| 4. | SC Riessersee          | 14 | 05 | 2 | 07 | 058:052 | 12:16  |
| 5. | Krefelder EV           | 14 | 04 | 2 | 08 | 052:070 | 10:18  |
| 6. | ESV Kaufbeuren         | 14 | 04 | 1 | 09 | 050:081 | 09:19  |
| 7. | Preussen Krefeld       | 14 | 04 | 1 | 09 | 035:074 | 09:19  |
| 8. | TuS Eintracht Dortmund | 14 | 03 | 2 | 09 | 035:084 | 08:20  |

Abkürzungen: Sp = Spiele, S = Siege, U = Unentschieden, N = Niederlagen.

Erläuterungen: Meisterrunde, Abstiegsrunde

## Meisterrunde
|    |                | Sp | S  | U | N  | Tore    | Punkte |
| -- | -------------- | -- | -- | - | -- | ------- | ------ |
| 1. | EV Füssen      | 20 | 14 | 4 | 02 | 119:067 | 32:08  |
| 2. | EC Bad Tölz    | 20 | 13 | 3 | 04 | 144:056 | 29:11  |
| 3. | Mannheimer ERC | 20 | 09 | 2 | 09 | 073:081 | 20:20  |
| 4. | SC Riessersee  | 20 | 07 | 5 | 08 | 085:080 | 19:21  |

Abkürzungen: Sp = Spiele, S = Siege, U = Unentschieden, N = Niederlagen.

Erläuterungen: Meister.

## Abstiegsrunde
|    |                        | Sp | S  | U | N  | Tore    | Punkte |
| -- | ---------------------- | -- | -- | - | -- | ------- | ------ |
| 1. | Krefelder EV           | 20 | 09 | 3 | 08 | 092:089 | 21:19  |
| 2. | ESV Kaufbeuren         | 20 | 08 | 1 | 11 | 080:109 | 17:23  |
| 3. | Preussen Krefeld       | 20 | 06 | 1 | 13 | 054:099 | 13:27  |
| 4. | TuS Eintracht Dortmund | 20 | 03 | 3 | 14 | 051:115 | 09:31  |

Abkürzungen: Sp = Spiele, S = Siege, U = Unentschieden, N = Niederlagen.

Erläuterungen: Meister.

## Ranglisten

### Beste Torschützen
| Spieler      | Team           | Spiele | Tore |
| ------------ | -------------- | ------ | ---- |
| Georg Scholz | EV Füssen      | 20     | 27   |
| Peter Rohde  | Mannheimer ERC | 20     | 25   |
| Ernst Köpf   | EV Füssen      | 20     | 24   |

### Beste Verteidiger
| Spieler        | Team             | Spiele | Tore |
| -------------- | ---------------- | ------ | ---- |
| Leonhard Waitl | EV Füssen        | 20     | 15   |
| Paul Ambros    | EV Füssen        | 20     | 12   |
| Harald Kadow   | Preussen Krefeld | 20     | 10   |

## Kader des Deutschen Meisters
| Deutscher Meister EV Füssen | Torhüter: Harry Lindner, Günther Knauss Verteidiger: Paul Ambros, Rudolf Simon, Hansjörg Nagel, Peter Schwimmbeck, Leonhard Waitl Angreifer: Siegfried Schubert, Ernst Trautwein, Gustav Hanig, Walter Krötz, Manfred Gmeiner, Georg Scholz, Rudolf Gröger, Helmut Zanghellini, Ernst Köpf Cheftrainer: Markus Egen |

## Relegation
Wie im Vorjahr hatte sich der EV Landshut als Meister der Oberliga für die Relegation qualifiziert. In dieser Spielzeit konnte sich Landshut gegen Dortmund durchsetzen.
| 15. März 1963 | EV Landshut | 4:2 | TuS Eintracht Dortmund | Landshut |

| 22. März 1963 | TuS Eintracht Dortmund | 4:5 | EV Landshut | Dortmund Zuschauer: 9.000 |